# الفسوق الأخلاقي

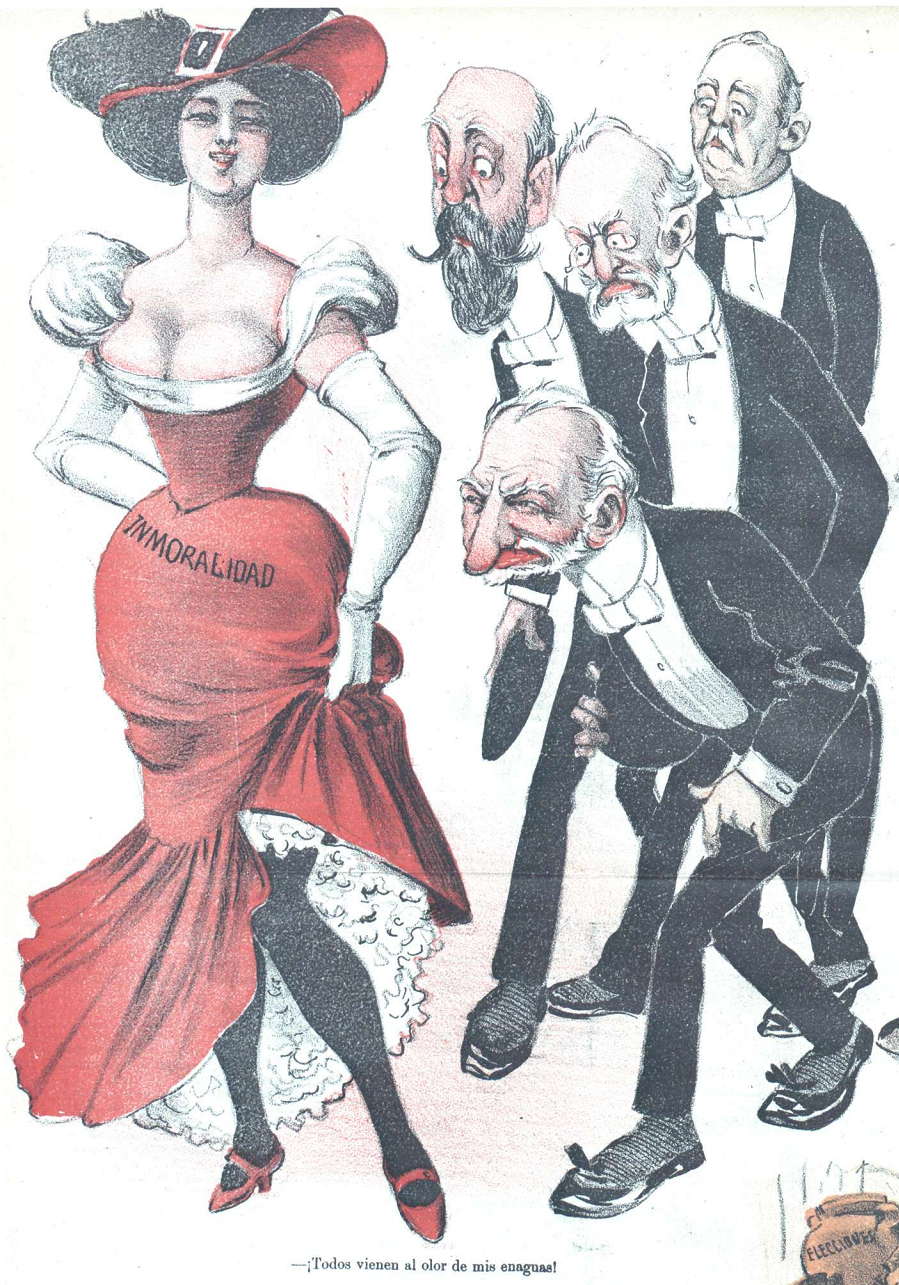

الفسوق الأخلاقي أو اللاأخلاقية أو الفساد الاخلاقي (بالإنجليزية: Immorality) هو انتهاك القوانين أو المعايير الاجتماعية أو الأخلاقية. وعادة ما يتم وصم صفة الفساد الأخلاقي على الناس أو الأفعال، أو يمكن تطبيقه بمعناه الأوسع، على المجموعات أو الهيئات الاعتبارية، والأعمال الفنية.

## أرسطو
رأى أرسطو العديد من الرذائل على أنها تجاوزات أو عجز فيما يتعلق ببعض الفضيلة، حيث أن الجبن والتسرع يتعلقان بالشجاعة. بعض المواقف والأفعال  –  مثل الحسد والقتل والسرقة  –  رأى أنه فعل مخطئ في حد ذاته، مع عدم وجود عجز / فائض فيما يتعلق بالمتوسط.

## الدين
في المسيحية، الخطيئة هي مفهوم مركزي في فهم الفساد الأخلاقي.
غالبًا ما ترتبط اللاأخلاقية ارتباطًا وثيقًا بالدين والجنس. رأى ماكس فيبر أن الأديان المفصّلة العقلانية تشارك في صراع طويل الأمد مع أشكال جسدية أكثر من الخبرة الدينية المرتبطة بالرقص والثُمل والنشاط الجنسي. وأشار دوركايم إلى عدد من الشعائر القديمة التي وصلت لحد عدم التمييز بين السلوك المشروع والغير أخلاقي.
وقد كان استنتاج فرويد قاسياً فقال «في كل عصر لم تجد اللاأخلاقية دعمًا في الدين أقل من الأخلاق».

## الفجور الجنسي
كان ترميز السلوك الجنسي تاريخياً سمة من سمات جميع المجتمعات البشرية أيضًا؛ تم ضبط خروقات أعراف تلك المجتمعات  –  مثل الفجور الجنسي  –  عن طريق الرقابة الاجتماعية الرسمية وغير الرسمية. يمكن القول إن الممنوعات والمحظورات بين المجتمعات البدائية  لم تكن أقل حدة مما كانت عليه في المجتمعات الزراعية التقليدية. في المرحلة الأخيرة، قد تختلف درجة التحكم من وقت لآخر ومن منطقة إلى أخرى، كونها الأقل في المستوطنات الحضرية؛  ومع ذلك، فإن القرون الثلاثة الأخيرة فقط من التوسع الحضري المكثف والتسويق والتحديث قد اخترقت قيود عالم ما قبل الحداثة،  لصالح المجتمع اللاحق للقوانين والثقافات الجنسية الممزقة والمتنافسة، حيث أن الإيحاءات الجنسية يتم دمجها في أعمال العالم التجاري.
ومع ذلك، في حين أنه تم إعادة تعريف معنى اللاأخلاقيات الجنسية بشكل كبير في الآونة الأخيرة، يمكن القول إن حدود ما هو مقبول تظل خاضعة للرقابة العلنية وشحنًا أكثر من أي وقت مضى، مثل المناقشات التي دامت عقودًا في الولايات المتحدة حول الحقوق الإنجابية بعد قرار تجريم الإجهاض في أمريكا، أو الجدل في القرن الحادي والعشرين حول صور الأطفال على ويكيبيديا وما قد تقترحه متاجر الإنترنت مثل أمازون إلى الناس.

## الحداثة
اعتبر ميشال فوكو أن العالم الحديث غير قادر على طرح أخلاق متماسكة   –  عجز مدعوم فلسفيا بالعاطفة. ومع ذلك، غالبًا ما كانت الحداثة مصحوبة بعبادة من اللاأخلاقية،  على سبيل المثال عندما أشاد جون سياردي بـ كتاب Naked Lunch باعتباره «نزولًا أخلاقيًا ضخمًا في جحيم إدمان المخدرات».

## التحليل النفسي غير الأخلاقي
تلقى التحليل النفسي الكثير من الانتقادات المبكرة لكونه المنتج البغيض لمدينة «الفساد الأخلاقي»  – فيينا؛ والمحللين النفسيين لكونهم عديمي الضمير ومنحطي التفكير.
لكن فرويد نفسه كان يرى أن «أي شخص نجح في تثقيف نفسه حول الحقيقة عن نفسه يدافع بشكل دائم ضد خطر الفساد الأخلاقي، على الرغم من أن معيار أخلاقه قد يختلف».